# Antigua Guatemala Fútbol Club
L'Antigua Guatemala Fútbol Club és un club guatemalenc de futbol de la ciutat d'Antigua Guatemala.

## Història

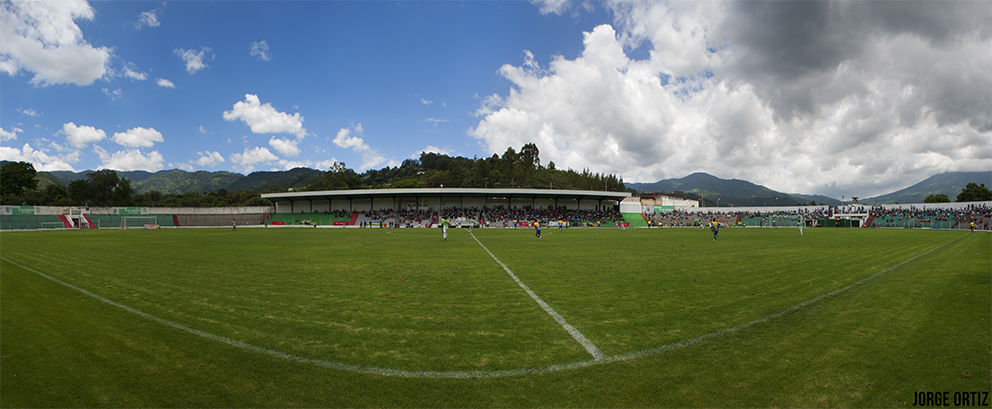
Estadio Pensativo

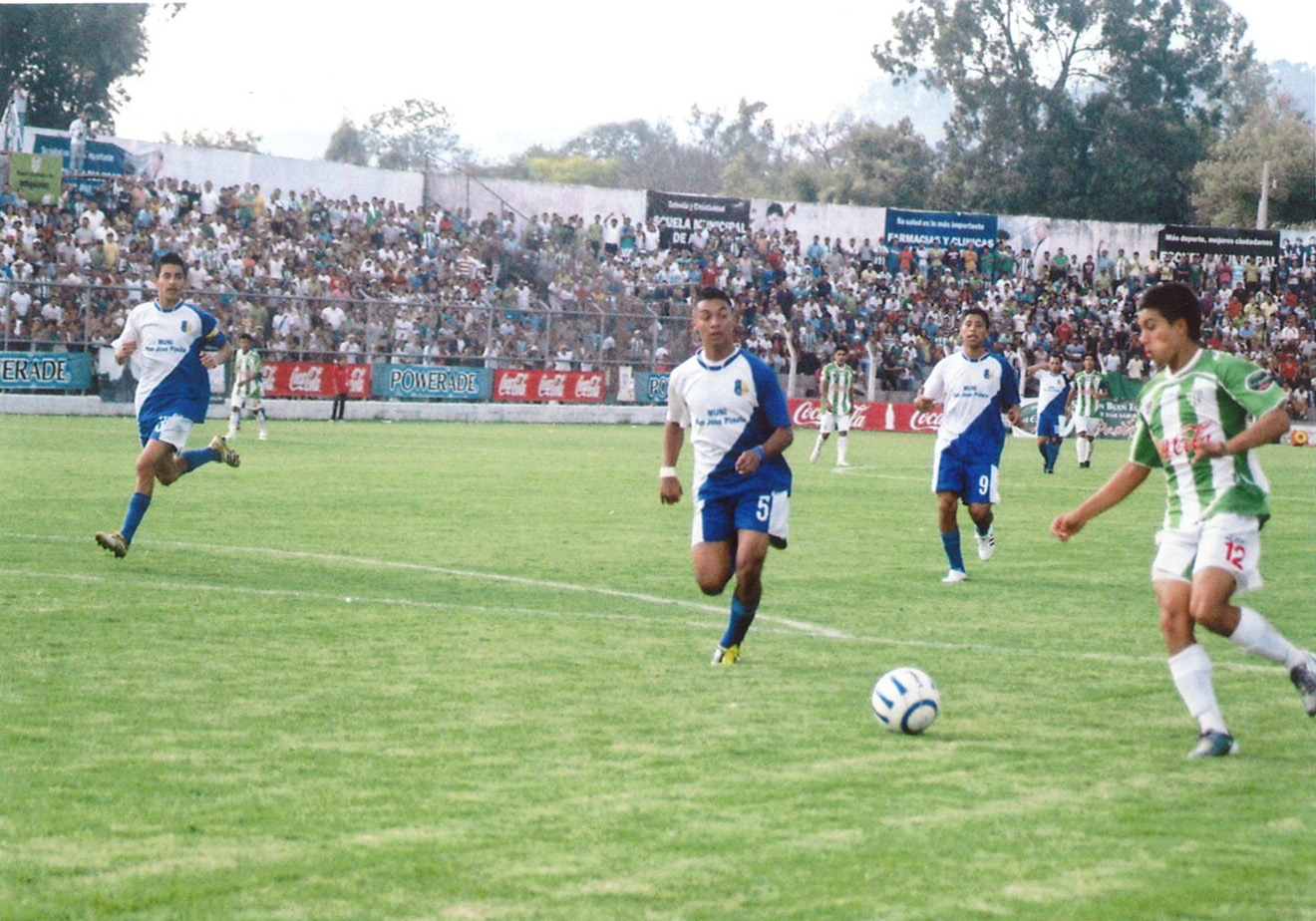
Juan Chang jugador de l'Antigua

El club va ser fundat el 1958 per Miguel Ángel Soto Bustamante i Antonio Martínez Barrios. Ascendí per primer cop a primera divisió el 1957-58. La temporada 1959-60 finalitzà en tercera posició. No obstant, baixà a segona el 1964. El següent ascens fou l'any 1976, descendint dos anys més tard, coincidint amb una reducció de la primera divisió de 18 a 12 equips. La seva tercera etapa a primera fou entre 1979 i 1983. No fou fins 16 anys més tard que tornà a jugar a primera, 1998-2006.

## Palmarès
- Lliga guatemalenca de futbol: [9]
  - 2015 Apertura, 2016 Apertura, 2017 Apertura